# Saxifraga haenseleri
Saxifraga haenseleri là một loài thực vật có hoa trong họ Saxifragaceae. Loài này được Boiss. & Reut. miêu tả khoa học đầu tiên năm 1842.